# Amy Hempel
Amy Hempel (Chicago, 14 de diciembre de 1951) es una escritora, periodista y profesora estadounidense. Autora de tan solo 5 libros de cuentos, su libro The Collected Histories (2006) fue finalista del Premio PEN/Faulkner de Ficción, e incluido por el New York Times en su lista de los 10 mejores libros del año 2006. Además, sus cuentos han sido alabados por, entre otros, el editor Gordon Lish y los escritores Rick Moody y Chuck Palahniuk.

## Biografía
Amy Hempel nació en la ciudad de Chicago, Estados Unidos, el 14 de diciembre de 1951. En 1967, a los 16 años, se mudó al estado de California. Fue alumna del taller literario de Gordon Lish, editor del escritor Raymond Carver, bajo cuya tutela comenzó a escribir sus primeros cuentos. Impresionado por su talento, Lish le ayudó a encontrar editor para su primer libro, Razones para vivir (1985), en donde está incluido el primer cuento escrito por Hempel: «En el cementerio donde está enterrado Al Jolson».
Después de su primer libro, Hempel publicó los también libros de cuentos A las puertas del reino animal (1990), Tumble Home (1997), El perro del matrimonio (2005) y Cuentos completos (2006). En 2006, la organización United States Artists le concedió a Hempel la beca USA Ford Fellow. En 2007, ganó el premio Ambassador Book por sus Cuentos completos, y, en 2008, ganó el Premio Rea. En 2019 publicó su último libro, también de cuentos, Sing to It.
Actualmente, Hempel coordina el curso de escritura del College de Brooklyn de la Universidad de la Ciudad de Nueva York, e imparte clases de escritura creativa en la Universidad de Princeton.

## Obra

### Cuentos
- 1985: Reasons to Live (Razones para vivir)
- 1990: At the Gates of the Animal Kingdom (A las puertas del reino animal)
- 1997: Tumble Home[9]
- 2005: The Dog of the Marriage (El perro del matrimonio)
- 2006: The Collected Histories (Cuentos completos)
- 2019: Sing to It

## Premios y becas
- 2000: Premio Hobson[10]
- 2000: Beca Guggenheim[11]
- 2006: beca USA Ford Fellow
- 2007: Premio Ambassador Book por The Collected Stories
- 2008: Premio Rea
- 2009: Premio PEN/Malamud[12]
- 2015: Premio John William Corrington[13]